# Tetilla
Il formaggio tetilla (Queixo tetilla, in gallego) è uno dei formaggi più rappresentativi della gastronomia di Galizia (Spagna) e si tratta di uno dei formaggi con un disciplinare di produzione che le garantisce la Denominazione di Origine Protetta. È elaborato fondamentalmente con latte vaccino pastorizzato delle razze galiziane, con una maturazione minima di 7 giorni. La sua forma conica, concavo-convessa, è quella che gli dà nome, perché ricorda a una mammella o «tetilla»; questa forma gli viene data dagli imbuti in cui si lascia cagliare il latte all'inizio della sua lavorazione, caratteristica che condivide con altre specialità casearie galiziane, come il formaggio San Simón. Possiede la Denominazione di Origine dal 1992.

## Caratteristiche
Possiede un gusto soave, di tessitura vagamente cremosa e sapore leggermente acido e soavemente salato. L'aspetto esteriore è di una crosta dura di colore giallo paglia. La pasta interna del formaggio è soffice. Si vende in pezzi con forma di peso approssimato di un chilogrammo.

## Storia
Già nel secolo I d.C., Plinio parla dei formaggi saporiti della Gallaecia che lui chiama mamulas lactem (mammelle di latte). Ciò nonostante, ci sono teorie che assicurano che questo formaggio proviene da un convento di monache del secolo XI, anche se quello che è chiaro è che la Galizia è sempre stata una zona di allevamento e che i pastori di vacca Bionda Galiziana disponevano di latte sufficiente per l'elaborazione di formaggio.
La tetilla era tipica della parte orientale di La Coruña, che confina con Lugo, nei comuni di Curtis, Arzúa e Melide. Con la festa del formaggio, questo tipo di formaggio, come altri formaggi tipici di Galizia, è andato riscuotendo forza e protagonismo.
La storia di questo formaggio coincide con quella della regione dell'Ulloa.

## Trasformazione

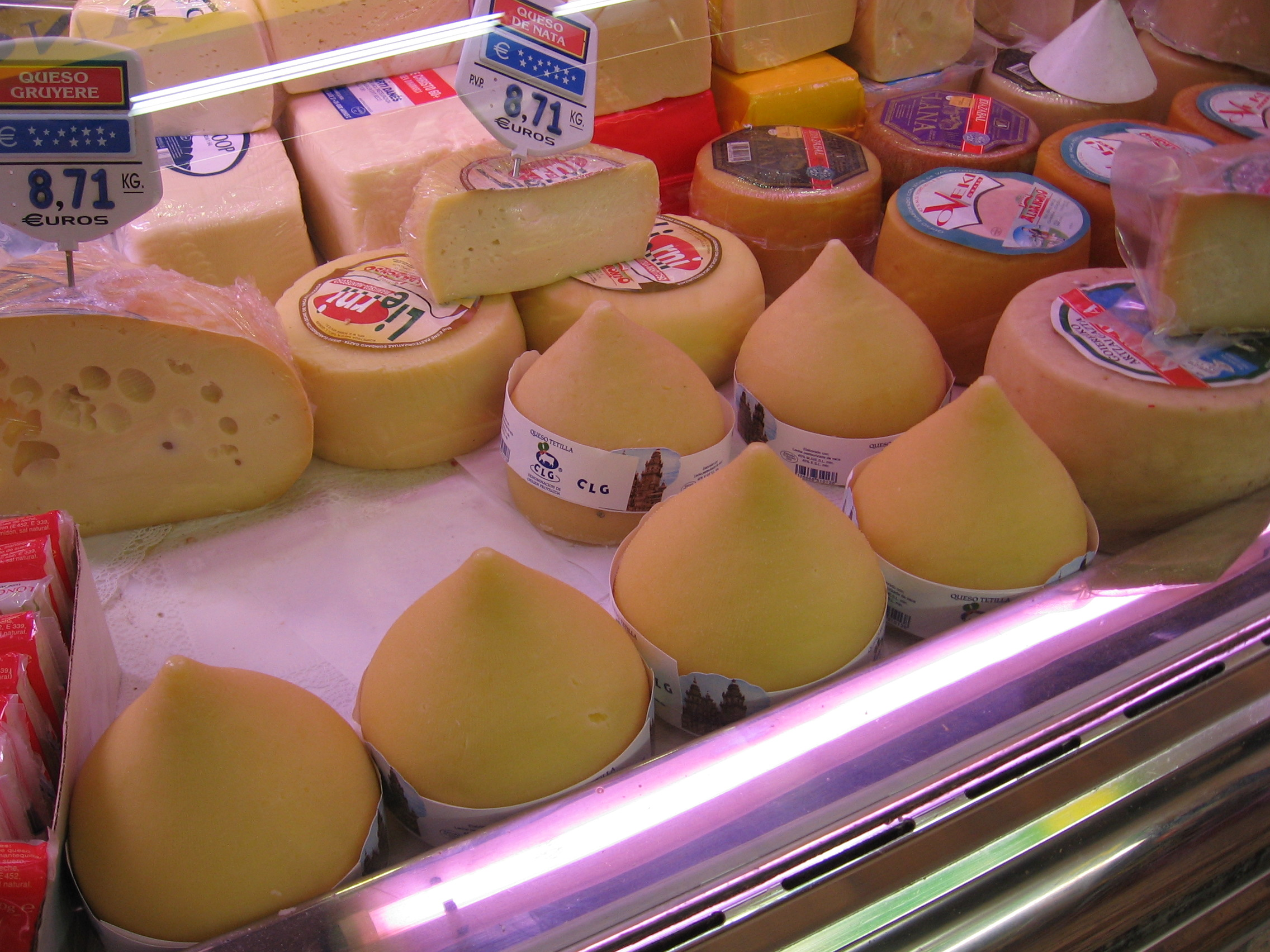
Formaggio tetilla (tra gli altri), in un banco frigorifero.

Il formaggio tetilla si elabora con il latte delle vacche che pascolano nella cordillera costera. I maestri casari modellano i formaggi a mano. Il latte si caglia e si riscalda tra i 28 e i 32 °C, addizionando in questo processo il caglio naturale; la massa cagliata si taglia in grani grandi e una volta che sia consolidata, si riempiono gli stampi o cuncas, che poi sono leggermente pressati affinché il siero sia espulso. Il processo termina con la salatura delle forme in salamoia.
Originariamente, il sale si addizionava nella massa. La maturazione si fa in un ambiente fresco e umido, tipico del territorio galiziano e dura tra 10 e 30 giorni.

## Consumo
È un formaggio di tessitura pastosa che deve conservarsi in luogo fresco, ma che deve essere rimosso alcune ore prima di essere consumato. Può essere mangiato tal quale o, grazie alla sua tessitura, spalmato sulle fette di pane biscottate. Si può accompagnare con vino rosso giovane o un albariño.